# Pico Spijeoles
El pico Spijeoles es una  montaña de los pirineos en Francia. Se encuentra en el macizo del pirineo central en la cordillera de Luchon y tiene una altura de 3066 metros.
- Datos: Q3382423
- Multimedia: Pic des Spijeoles / Q3382423